# Liste der denkmalgeschützten Objekte in Königswiesen
Die Liste der denkmalgeschützten Objekte in Königswiesen enthält die 7 denkmalgeschützten, unbeweglichen Objekte in Königswiesen.

## Denkmäler
| Foto |                 | Denkmal                                                               | Standort                                         | Beschreibung | Metadaten |
| ---- | --------------- | --------------------------------------------------------------------- | ------------------------------------------------ | --- | --- |
| ja   | Datei hochladen | Wegkapelle HERIS-ID: 20011 Objekt-ID: 16310                           | bei Haid 44 Standort KG: Haid                    | Die Haider Dorfkapelle mit Satteldach wurde im 19. Jh. im Steinbloß-Stil errichtet. | BDA-Hist.: Q37849848 Status: § 2a Stand der BDA-Liste: 2025-06-30 Name: Wegkapelle GstNr.: .31/3                                                  |
| ja   | Datei hochladen | Pfarrhof HERIS-ID: 20029 Objekt-ID: 16328                             | Markt 1 Standort KG: Königswiesen                | Der in der ersten Hälfte des 17. Jhs. erbaute zweigeschoßige Pfarrhof mit Walmdach ist in eine geschlossene Hofanlage einbezogen. | BDA-Hist.: Q37849904 Status: § 2a Stand der BDA-Liste: 2025-06-30 Name: Pfarrhof GstNr.: .39                                                      |
| ja   | Datei hochladen | Kath. Pfarrkirche Mariae Himmelfahrt HERIS-ID: 20030 Objekt-ID: 16329 | bei Markt 3 Standort KG: Königswiesen            | 1147 wurde die Kirche erstmals urkundlich erwähnt. Sie gilt wegen ihres einzigartigen Schlingrippengewölbes (errichtet um ca. 1520) als eines der bedeutendsten Baudenkmäler der Spätgotik in Österreich. Der Turm stammt aus der 2. Hälfte des 13. Jhs., der Chor aus dem letzten Viertel des 14. Jhs. Der Hochaltar wurde 1897 geweiht, die Madonnenstatue mit Kind stammt aus ca. 1500. Die Kirche brannte mehrmals, zuletzt brannte 1880 der Turm ab. | BDA-Hist.: Q30277551 Status: § 2a Stand der BDA-Liste: 2025-06-30 Name: Kath. Pfarrkirche Mariae Himmelfahrt GstNr.: .40 Pfarrkirche Königswiesen |
| ja   | Datei hochladen | Brunnen HERIS-ID: 20020 Objekt-ID: 16319                              | bei Markt 26 Standort KG: Königswiesen           | Teil eines ehemaligen Brunnens mit Kopfreliefs, womöglich aus dem 17. Jh. | BDA-Hist.: Q37849861 Status: § 2a Stand der BDA-Liste: 2025-06-30 Name: Brunnen GstNr.: 1649/3                                                    |
| ja   | Datei hochladen | Brunnen HERIS-ID: 20021 Objekt-ID: 16320                              | bei Markt 38 Standort KG: Königswiesen           | Der Brunnen auf dem Marktplatz wurde im 17. Jh. gefertigt. 1825 wurde der achteckige Brunnen vom ehemaligen Kloster Windhaag bei Perg angekauft. Entwurf der Schale von Architekt Anton Zemann, ausgeführt 1953 vom Bildhauer Gottfried Pöchinger. Die vier Kopfreliefs stellen die vier Jahreszeiten dar. | BDA-Hist.: Q37849876 Status: § 2a Stand der BDA-Liste: 2025-06-30 Name: Brunnen GstNr.: 1649/5 Marktbrunnen, Königswiesen                         |
| ja   | Datei hochladen | Pranger HERIS-ID: 20022 Objekt-ID: 16321                              | Markt Standort KG: Königswiesen                  | Der Pranger auf dem Marktplatz nahe der Kirche stammt aus der Zeit von ca. 1600. | BDA-Hist.: Q37849890 Status: § 2a Stand der BDA-Liste: 2025-06-30 Name: Pranger GstNr.: 1649/5                                                    |
| ja   | Datei hochladen | Kath. Pfarrkirche Hl. Katharina HERIS-ID: 20033 Objekt-ID: 16332      | Hauptstraße 14, gegenüber Standort KG: Mönchdorf | Die Filialkirche von Königswiesen wurde 1434 erstmals urkundlich erwähnt, romanische Mauerreste werden in den nördlichen und südlichen Langhausmauern angenommen. Der Chor wurde ca. 1510/20 errichtet. Das heutige Langhaus der dreijochigen und dreischiffigen Kirche wurde 1884 in neugotischem Stil neugebaut. | BDA-Hist.: Q37849920 Status: § 2a Stand der BDA-Liste: 2025-06-30 Name: Kath. Pfarrkirche Hl. Katharina GstNr.: .32 Pfarrkirche Mönchdorf         |